# توسير الطير

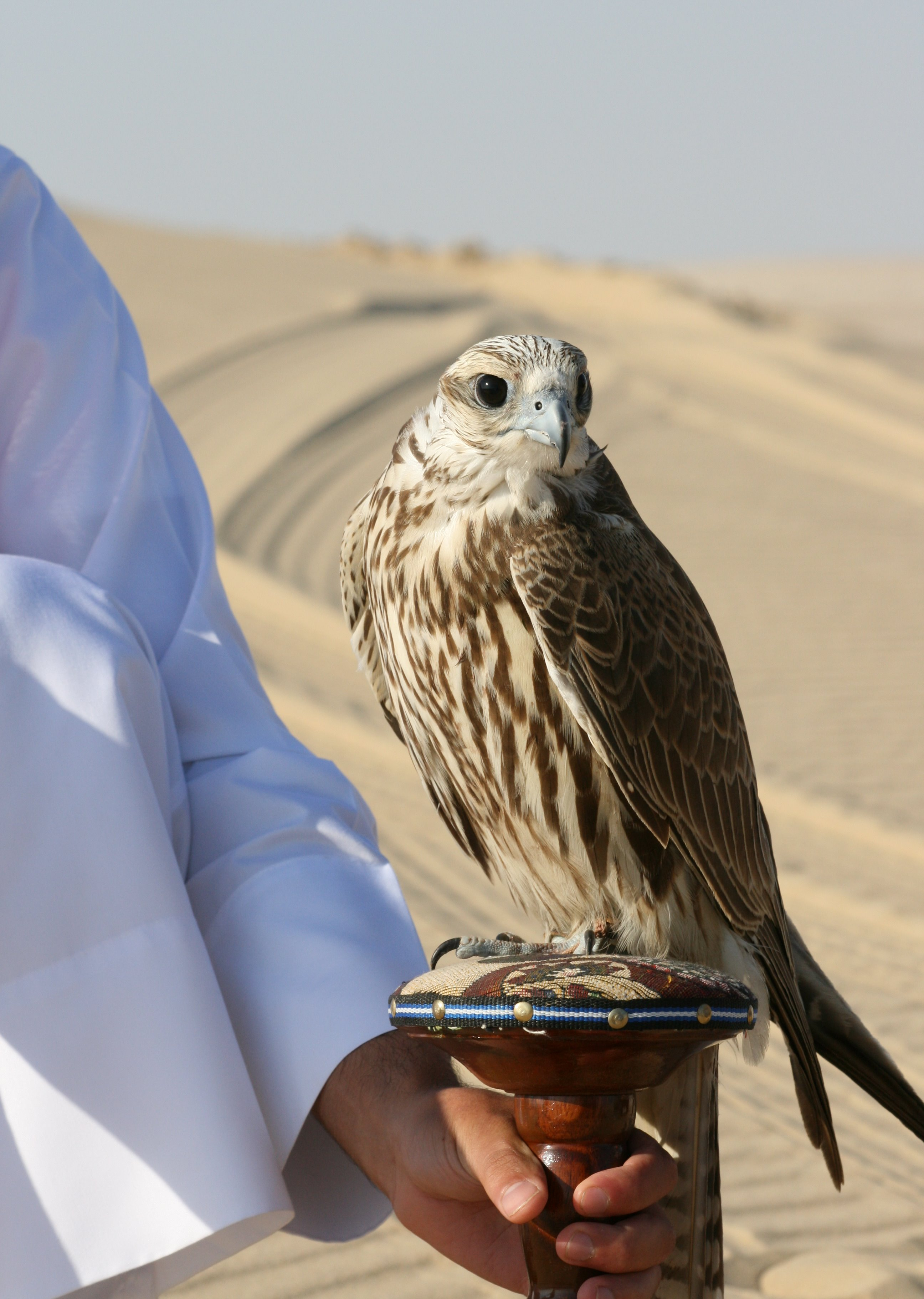
صقر حر أسير يستخدم في الصيد بالصقور في الدوحة، قطر

توسير الطير هي استبدال الريش المكسور للطائر من طائر آخر، ويطلق عليها الريشة المانحة من تساقط سابق لنفس الطائر أو من طائر آخر من نفس النوع أو من نوع مختلف. من يُوسّر في الغالب هي الطيور الجارحة (خاصة الصقور المستخدمة بالصقارة)، وقد تُوسَّر الطيور البحرية والغرابيات وأنواع أخرى من طيور مراكز إعادة التأهيل. وهي ليست مؤلمة للطائر، لأن الريش هيكل ميت يتكون من الكيراتينوهو ما يتكون منه شعر الإنسان وأظافره. لا يمكن التوسير إلا في حالة أن يكون الريش مكسور جزئيا أو تالف، وليس في للريش المتساقط، ويستخدم فقط لريش الطيران على الجناح وللريش الذيلي. كما أنه لا يمكن تطبيقه على الريش المدبب (الريش النامي) حتى يكتمل نموها ولا يصلها الدم.